# Liste de livres sur le jeu vidéo
La liste qui suit recense les livres sur le jeu vidéo. Elle se limite aux ouvrages parus en français, et exclut les romans inspirés de jeux vidéo, les guides stratégiques (officiels ou non) et les aides de jeu, les livres de jeux et les livres destinés à la jeunesse.
- Haut – A
- B
- C
- D
- E
- F
- G
- H
- I
- J
- K
- L
- M
- N
- O
- P
- Q
- R
- S
- T
- U
- V
- W
- X
- Y
- Z

## 0-9
- Arnaud Bonnet, 100 jeux vidéo, 1000 anecdotes, Houdan, Éditions Pix'n Love, 24 juin 2015, 208 p. (ISBN 978-2-371-88014-6, BNF 44406042).[1],[2]
- Jeuxvideo.com, 100 jeux vidéo incontournables que vous devez connaître !, Les Éditions Culinaires, 2018, 224 p. (ISBN 978-2-84123-966-5, BNF 45614313).[3]
- David Choquet, 1000 Game Heroes, Cologne, Taschen, 2002, 608 p. (ISBN 3-8228-1633-7, BNF 38905475).[4]
- Tony Mott (préf. Marc Lacombe), Les 1001 jeux vidéo auxquels il faut avoir joué dans sa vie [« (en)1001 Video Games You Must Play Before You Die »], Flammarion, septembre 2011, 960 p. (ISBN 978-2-0812-6217-1, BNF 42535541).

## A
- Anthony Boudin, À la découverte des consoles insolites : L'Histoire alternative du jeu vidéo, Third Éditions, 28 octobre 2021, 448 p. (ISBN 978-2-37784-167-7, BNF 46884183).[5],[6]
- Jean-Marc Demoly, L’Âge d’or du jeu vidéo & de la presse spécialisée, Geeks-Line, 15 novembre 2017, 224 p. (ISBN 979-10-93752-34-1, BNF 45484850).[3],[7],[8],[9]
- Satoru Iwata, Djamel Rabahi et Hobonichi (dir.), Ainsi parlait Iwata-San : Conversations avec Satoru Iwata, le légendaire président de Nintendo [« (ja)岩田さん 岩田聡はこんなことを話していた。 »], Paris, Mana Books,‎ 1er avril 2021, 192 p. (ISBN 979-10-355-0220-1).[10]
- Daniel Ichbiah, Alexey Pajitnov : L'incroyable histoire du créateur de Tetris, Éditions Pix'n Love, 27 mai 2016, 272 p. (ISBN 978-2-371-88013-9).[11],[12]
- Pablo Algaba, Animal Crossing : Ode au gameplay tranquille [« (es) La aldea feliz: Un viaje a través de Animal Crossing »], Ynnis Éditions, 2020, 256 p. (ISBN 978-2-37697-097-2).
- Erwan Cario, Alain Le Diberder et Gilles Lanier (dir.), L'Année du jeu vidéo 2004, Calmann-Lévy, 2004, 192 p. (ISBN 978-2-7021-3468-9).
- Jean-Philippe Alba, Olivier Bodeur, Emmanuel Forsans et Stéphane Hervé, L'Année du jeu vidéo 2006/2007, Éditions Digital Games, 2007, 274 p. (ISBN 978-2-9528218-0-3).[13]
- Collectif, L'Année Jeu Vidéo : 1992, Third Éditions, 16 juin 2016, 176 p. (ISBN 979-10-94723-34-0).[14],[15]
- Collectif, L'Année Jeu Vidéo : 1998, Third Éditions, 27 août 2015, 192 p. (ISBN 979-10-94723-12-8).[16],[17],[18]
- Mathieu Manent, Anthologie GameCube, Geeks-Line, 28 septembre 2017, 360 p. (ISBN 979-10-93752-30-3).[19]
- Franck Latour, Anthologie Neo Geo, Geeks-Line, 12 janvier 2017, 408 p. (ISBN 979-10-93752-18-1).[20],[21],[22],[23]
- Mathieu Manent et Florian Fourot, Emmanuel Lesne, Nicolas Orsatelli, Nicolas Caron, Renaud Lucot, Akira Nakamura, Yuji Katô, Matt Murdock, Anthologie NES (Nintendo Entertainment System), Geeks-Line, 9 juillet 2020 (ISBN 978-2-380-17003-0).[24]
- Mathieu Manent (préf. Alain Huyghues-Lacour et Jean-Marc Demoly), Anthologie Nintendo 64, Geeks-Line, décembre 2019, 348 p. (ISBN 978-2-38017-004-7).[25]
- Jean-Marc Demoly et Renaud Lucot, Emmanuel Lesne, Anthologie PC-Engine/TurboGrafx-16/PC-FX, Geeks-Line, 21 janvier 2021, 336 p. (ISBN 978-2-380-17013-9).[26],[27]
- Jean-Marc Demoly (dir.), Anthologie PlayStation, Volume 1 : 1945 - 1997, Geeks-Line, 2015, 408 p. (ISBN 979-10-93752-04-4).[28],[29]
- Jean-Marc Demoly (dir.), Anthologie PlayStation, Volume 2 : 1998 - 1999, Geeks-Line, 2015, 436 p. (ISBN 979-10-93752-07-5).[28]
- Jean-Marc Demoly (dir.), Anthologie PlayStation, Volume 3 : 2000-2006, Geeks-Line, 2016, 380 p. (ISBN 979-10-93752-10-5).[28]
- Erwan Le Caïnec, Emmanuel Lesne et Jean-Marc Demoly (dir.), Anthologie Super Nintendo : Hardware, Geeks-Line, 2018, 230 p. (ISBN 979-10-93752-37-2).[30]
- Florian Fourot, Antoine Clerc-Renaud, Mathieu Manent, Rodolph Pretceille, Renaud Lucot, Emmanuel Touchais, Nicolas Caron, Nicolas Orsatelli et Jean-Marc Demoly (dir.), Anthologie Super Nintendo : Software, Geeks-Line, 2018, 386 p. (ISBN 979-10-93752-35-8).[30]
- Jesse Schell (préf. Celia Hodent), L'Art du game design : Se focaliser sur les fondamentaux [« (en) The Art of Game Design: A Book of Lenses »], Éditions Dunod, 9 mars 2022, 640 p. (ISBN 978-2-10-083242-2).
- Christine Bauer et Robert Bannert (trad. Bruno Provezza), L'Art du pixel : SNES [« (en) The Unofficial SNES Pixel Book »], Third Éditions, 29 octobre 2020, 272 p. (ISBN 978-2-377-84158-5).[31],[32]
- Jean Zeid, L'Art de Quantic Dream, Mana Books, 3 novembre 2022, 288 p. (ISBN 979-10-355-0270-6).[33],[34]
- Jean Zeid, Art et jeux vidéo, Palette, 2018, 96 p. (ISBN 978-2-358-32252-2).[35],[36]
- Benoît Reinier, L'Ascension de The Witcher : Un Nouveau Roi du RPG, Third Éditions, 2019, 256 p. (ISBN 978-2-377-84095-3).[37]
- Aymar Azaïzia et Victor Battaggion (dir.), Assassin's Creed : 2 500 ans d'histoire, Les Arènes et Historia, 9 octobre 2019, 432 p. (ISBN 978-2-7112-0182-2).[38],[39],[40]
- Guillaume Delalande (préf. Jean Guesdon), Assassin's Creed : Entre voyages, vérités et complots, Éditions Pix'n Love, 15 novembre 2013, 416 p. (ISBN 978-2-918272-76-2).[41],[42],[43]
- Dean Takahashi (trad. Laurent Jardin, préf. Seamus Blackley), Au cœur de la Xbox [« (en) Opening the Xbox: Inside Microsoft's Plan to Unleash an Entertainment Revolution »], Éditions Pix'n Love, 9 décembre 2013, 352 p. (ISBN 978-2-918272-73-1).[44],[45]
- Raphaël Lucas, Aux origines de Castlevania: Symphony of the Night, Omaké Books, 2020, 256 p. (ISBN 978-2-379-89038-3).[46],[47]
- Harold Goldberg (trad. Damien Aubel), AYBABTU : Comment les jeux vidéo ont conquis la pop culture en un demi-siècle [« (en) All Your Base Are Belong to Us: How Fifty Years of Videogames Conquered Pop Culture »], Éditions Allia, 5 septembre 2013, 448 p. (ISBN 978-2-84485-708-8).[48],[49],[50]

## B
- Maxence Degrendel, Baldur's Gate : L'Héritage du jeu de rôle, Third Éditions, 3 janvier 2019, 240 p. (ISBN 978-2-377-84074-8).[51]
- (en + fr) Erik Voskuil, Before Mario : The Fantastic Toys from the Video Game Giant's Early Days / Les jouets qui ont changé le destin du géant des jeux vidéo, Omaké Books, 20 novembre 2014, 224 p. (ISBN 978-2-919603-10-7).[52],[53]

- Éric Cubizolle, La Bible Amiga, Éditions Pix'n Love, 30 avril 2012, 352 p. (ISBN 978-2-918272-30-4).[54],[55]
- Collectif, La Bible Game Boy, Éditions Pix'n Love, 28 octobre 2013, 320 p. (ISBN 978-2-371-88074-0).
- Collectif, La Bible Nintendo Entertainment System / Famicom, Éditions Pix'n Love, 23 janvier 2015, 432 p. (ISBN 978-2-918272-21-2).
- Collectif, La Bible PC Engine (Volume 1) : Les HuCARDs, Éditions Pix'n Love, 23 février 2017, 212 p. (ISBN 978-2-371-88040-5).
- Collectif, La Bible PC Engine (Volume 2) : Les CD-ROM, Éditions Pix'n Love, 23 février 2017, 212 p. (ISBN 978-2-371-88041-2).
- Collectif, La Bible Super Nintendo, Éditions Pix'n Love, 4 juillet 2016, 400 p. (ISBN 978-2-371-88021-4).
- Bruno Provezza et Damien Mecheri, Bienvenue à Silent Hill : Voyage au cœur de l'enfer, Third Éditions, 22 septembre 2016, 296 p. (ISBN 979-10-94723-38-8).
- Nicolas Courcier, Mehdi El Kanafi et Raphaël Lucas (préf. Greg Zeschuk et Clément Apap), Bioshock : De Rapture à Columbia, Third Éditions, 12 décembre 2016, 216 p. (ISBN 979-10-94723-40-1).

## C
- Selim Krichane, La Caméra imaginaire, Georg, 14 décembre 2018, 464 p. (ISBN 978-2-8257-1096-8, lire en ligne).[56]
- Sébastien Delahaye, Call of Duty : Les Coulisses d'une usine à succès, 2019, 84 p. (lire en ligne).
- Gianni Molinaro (préf. Adi Shankar), Castlevania : Le Manuscrit maudit, Third Éditions, 17 mai 2018, 200 p. (ISBN 979-10-94723-93-7).[57],[58]
- Nicolas Gaume, Citizen Game, Éditions Anne Carrière, 25 octobre 2006, 405 p. (ISBN 978-2-84337-331-2, LCCN 2007370751).[59],[60]
- Julien Tellouck et Mathias Lavorel, Comprendre les jeux vidéo : Quand on en a marre de se faire traiter de noob et qu'on ne comprend même pas ce que ça veut dire, Éditions 404, janvier 2017, 80 p. (ISBN 979-10-324-0106-4).[61]
- Evan Amos (trad. David Duhamel), Les Consoles de jeux vidéo [« (en) The Game Console: A Photographic History from Atari to Xbox »], Omaké Books, 7 novembre 2019, 260 p. (ISBN 978-2-379890-04-8).
- Blake J. Harris, Console Wars : SEGA vs Nintendo, la guerre qui a bouleversé le monde vidéoludique (Volume 1) [« (en) Console Wars: Sega Vs Nintendo - and the Battle that Defined a Generation »], Éditions Pix'n Love, 29 juin 2018, 300 p. (ISBN 978-2-918272-53-3).
- Blake J. Harris, Console Wars : SEGA vs Nintendo, la guerre qui a bouleversé le monde vidéoludique (Volume 2) [« (en) Console Wars: Sega Vs Nintendo - and the Battle that Defined a Generation »], Éditions Pix'n Love, 29 juin 2018, 300 p. (ISBN 978-2-371-88053-5).
- Geoffray Brunaux (dir.), Les Contentieux du jeu vidéo : Originalité et variété, Éditions Mare & Martin, 24 mars 2022, 248 p. (ISBN 978-2-84934-610-5, BNF 47003869).[62]
- Baptiste Peyron et Pierre Maugein (préf. Mike Wilson), Les Coulisses de Devolver : Business et Punk Attitude, Third Éditions, 2019, 224 p. (ISBN 978-2-377-84109-7).[63]
- Collectif (préf. Andy Gavin et Jason Rubin), The Crash Bandicoot Files : Les documents de conception originaux [« (en) The Crash Bandicoot Files: How Willy the Wombat Sparked Marsupial Mania »], Éditions Pix'n Love, 10 juillet 2018, 226 p. (ISBN 978-2-371-88057-3).

## D
- Loïc Delahaye-Hien, Dans l'abîme de Dishonored : Refonder l'immersive sim, Third Éditions, 14 mars 2024, 208 p. (ISBN 978-2-377-84444-9).
- Celia Hodent, Dans le cerveau du gamer : Neurosciences et UX dans la conception de jeux vidéo, Éditions Dunod, 24 juin 2020, 304 p. (ISBN 978-2-10-080915-8).[64],[65]
- Thomas Arnroth, Dans les coulisses de Minecraft : Un an avec les fondateurs du studio Mojang [« Ett år med Mojang : Minecraft bakom kulisserna »], DTC Éditions, 2015, 208 p. (ISBN 978-2-9522412-8-1).[66]
- Damien Mecheri et Sylvain Romieu (préf. FibreTigre), Dark Souls : Par-delà la mort, Volume 1 : Demon's Souls - Dark Souls - Dark Souls II, Third Éditions, 2020, 320 p. (ISBN 978-2-377-84133-2).
- Damien Mecheri et Sylvain Romieu (préf. Kévin Cicurel, postface Benoît Reinier), Dark Souls : Par-delà la mort, Volume 2 : Bloodborne - Dark Souls III, Third Éditions, 2021, 400 p. (ISBN 978-2-377-84203-2).
- Nicolas Deneschau, Décrypter les jeux The Last of Us : Que reste-t-il de l'humanité ?, Third Éditions, juin 2021, 304 p. (ISBN 978-2-37784-188-2).
- Nicolas Courcier et Mehdi El Kanafi, Devil May Cry : Une Comédie divine, Éditions Pix'n Love, 13 septembre 2013, 176 p. (ISBN 978-2-918272-59-5).
- Benoît Reinier, Diablo : Genèse et rédemption d’un titan, Third Éditions, 2018, 304 p. (ISBN 979-10-947-2395-1).
- Robert Brooks et Matt Burns, Diablo - Le Livre d'Adria : Un Bestiaire de Diablo [« (en) Diablo - Book of Adria: A Diablo Bestiary »], Mana Books, 3 octobre 2019, 144 p. (ISBN 979-10-355-0074-0).
- Jason Schreier, Du sang, des larmes et des pixels : De l'échec au chef-d'œuvre : les incroyables miraculés du jeu vidéo [« (en)Blood, Sweat, and Pixels: The Triumphant, Turbulent Stories Behind How Video Games Are Made »], Mana Books, 7 juin 2018, 384 p. (ISBN 979-10-355-0037-5).

## E
- Vincent Montagnana, L'Empire des jeux, Popcorn Éditions, 11 juin 2020, 108 p. (ISBN 978-2-919708-49-9).
- Frédéric Sanchez, Encyclopédie des jeux vidéo, Paris, Chiron, 2008, 360 p. (ISBN 978-2-7027-1236-8).
- Frédéric Sanchez, L'Encyclopédie des jeux vidéo, Vol. 1 : Master System et Game Gear, Éditions RétroLand, 2015, 672 p. (ISBN 978-2-9549478-3-9).
- Daniel Ichbiah, Eric Chahi : Parcours d’un créateur de jeux vidéo français, Éditions Pix'n Love, 16 décembre 2013, 208 p. (ISBN 978-2-918272-71-7).
- Hovig Ter Minassian, Samuel Rufat et Samuel Coavoux (dir.), Espaces et temps des jeux vidéo, août 2012, 240 p. (ISBN 978-2-917131-19-0, OCLC 828510771).
- David Téné et Pierre Gaultier, L'Essentiel des jeux vidéo : La Ludothèque idéale, DTC Éditions, 12 décembre 2016, 256 p. (ISBN 978-2-9522412-7-4).

## F
- Olivier Lejade (dir.) et Mathieu Triclot (dir.), La Fabrique des jeux vidéo : Au cœur du gameplay, La Martinière Groupe, 3 octobre 2013, 200 p. (ISBN 978-2-7324-5637-9, OCLC 878114080).[67],[68]
- Théo Dezalay, Fallout : Les Mutations d'une saga, Presse Non-Stop, 1er décembre 2016, 210 p. (ISBN 979-10-92300-02-4).[69]
- Final Fantasy : Encyclopédie officielle Memorial Ultimania : Épisodes I · II · III · IV · V · VI, Paris, Mana Books, 1er juillet 2021, 336 p. (ISBN 979-10-355-0193-8).
- Final Fantasy : Encyclopédie officielle Memorial Ultimania : Épisodes VII · VIII · IX, Paris, Mana Books, 5 octobre 2017, 320 p. (ISBN 979-10-355-0000-9).[70]
- Final Fantasy : Encyclopédie officielle Memorial Ultimania : Épisodes X · XI · XII · XIII · XIV, Paris, Mana Books, 4 juillet 2019, 336 p. (ISBN 979-10-355-0064-1).
- Final Fantasy VII Ultimania : Les coulisses du chef-d'œuvre de Square Enix, Mana Books, 4 octobre 2018, 240 p. (ISBN 979-10-355-0041-2).[71]

## G
- Collectif, Game Changers : La Révolution des jeux vidéo, Éditions Phaidon, 7 septembre 2023, 352 p. (ISBN 978-1-83866-742-9, BNF 47414445).[72]
- Claude Gaillard, John Prate et Olivier Lehmann, Gaming Goes to Hollywood : Les Jeux vidéo au cinéma, Omaké Books, 28 octobre 2021, 304 p. (ISBN 978-2-37989-067-3).[73],[74],[75]
- Chris Kohler, Gaming Legends (Volume 1) : Final Fantasy V, Omaké Books, 2018, 176 p. (ISBN 978-2-919603-53-4).
- Ashly Burch et Anthony Burch, Gaming Legends (Volume 2) : Metal Gear Solid, Omaké Books, 2018, 176 p. (ISBN 978-2-919603-54-1).
- Alyse Knorr, Gaming Legends (Volume 3) : Super Mario Bros. 3, Omaké Books, 2018, 176 p. (ISBN 978-2-919603-55-8).
- Nick Suttner, Gaming Legends (Volume 4) : Shadow of the Colossus, Omaké Books, 2018, 142 p. (ISBN 978-2-919603-59-6).
- Alexa Ray Corriea, Gaming Legends (Volume 5) : Kingdom Hearts 2, Omaké Books, 2018, 142 p. (ISBN 978-2-919603-63-3).
- Ken Baumann, Gaming Legends (Volume 6) : Earthbound, Omaké Books, 2018, 156 p. (ISBN 978-2-919603-60-2).
- Sylvain Tastet et Patrick Hellio, Génération jeu vidéo : Années 80, Wildfire Éditions, 2017, 300 p. (ISBN 978-2-9562607-1-4).[76]
- Christophe Butelet et Patrick Hellio, Génération jeu vidéo : Années 90 (Tome 1), Wildfire Éditions, 2019, 300 p. (ISBN 978-2-9562607-1-4).[77]
- Christophe Butelet et Patrick Hellio, Génération jeu vidéo : Années 90 (Tome 2), Wildfire Éditions, 2021, 300 p. (ISBN 978-2-9562607-2-1).
- Kevin Bitterlin et Pierre Maugein, Génération jeu vidéo : Années 2000 (Tome 1), Wildfire Éditions, 2022, 300 p. (ISBN 978-2-9562607-3-8).
- Bruno Rocca, Génération Resident Evil, Omaké Books, avril 2021, 224 p. (ISBN 978-2-37989-064-2).
- Régis Monterrin, Génération SEGA, Volume 1 : 1934-1991 : De Standard Games à la Mega Drive, Omaké Books, 12 août 2021, 176 p. (ISBN 978-2-37989-082-6).
- Bruno Rocca, Génération Silent Hill, Omaké Books, 18 avril 2024, 192 p. (ISBN 978-2-379-89268-4).
- Florent Gorges, Génération Zelda : 35 ans de légendes, Omaké Books, mars 2021, 176 p. (ISBN 978-2-37989-060-4).
- Régis Monterrin, Générations jeux vidéo, GM Éditions, 29 octobre 2020, 288 p. (ISBN 978-2-377-97079-7).[78],[79],[31]
- Alexis Bross et Loup-Lassinat Foubert, Générations Mario : C'est l'histoire d'un plombier…, Third Éditions, 2018, 192 p. (ISBN 978-2-377-84063-2).[80]
- Alvin Haddadène et Loup Lassinat-Foubert, Générations Pokémon : Plus de 20 ans d'évolutions, Third Éditions, 14 novembre 2019, 416 p. (ISBN 978-2-377-84117-2).[81]
- Benjamin Benoit, Générations Sonic : L'Élégance d'un hérisson bleu, Third Éditions, 20 septembre 2018, 304 p. (ISBN 978-2-377-84061-8).[82]
- Fanny Lignon (dir.), Genre et jeux vidéo, Presses Universitaires du Midi, 2015, 268 p. (ISBN 978-2-8107-0363-0, OCLC 913217202, BNF 44347681).[83],[84]
- Joseph Tobin, La Grande Aventure de Pikachu : Grandeur et décadence du phénomène Pokémon [« (en) Pikachu's Global Adventure: The Rise and Fall of Pokémon »], Éditions Pix'n Love, 23 octobre 2013, 420 p. (ISBN 978-2-918272-72-4).[85]
- Florent Gorges, Vincent Oms, Raphaël Lucas, Christophe Delpierre, Régis Monterrin et Loup Lassinat-Foubert, Les Grandes Sagas de la Playhistoire, Omaké Books, 12 avril 2018, 144 p. (ISBN 978-2-919603-46-6).
- Olivier Mauco, GTA IV, l'envers du rêve américain : Jeux vidéo et critique sociale, Questions Théoriques, 26 septembre 2013, 128 p. (ISBN 978-2-917131-30-5).[86],[87]
- Damien Djaouti, Régis Monterrin, Alexandre Serel, Raphaël Pezet et Christophe Mallet, La Guerre des 32 bits : PlayStation/Saturn (Pix'n Love HS#1), Éditions Pix'n Love, 3 janvier 2016, 276 p. (ISBN 978-2-37188-019-1).
- Isao Yamazaki (trad. Fabien Nabhan et Florent Gorges), Guide des consoles de jeux vidéo [« (ja) 家庭用ゲーム機コンプリート ガイド »], Omaké Books,‎ 16 novembre 2015, 160 p. (ISBN 978-2-919603-15-2).
- Isao Yamazaki (trad. Fabien Nabhan et Florent Gorges), Guide des consoles portables [« (ja) 携帯型ゲーム機コンプリートガイド »], Omaké Books,‎ 16 novembre 2015, 158 p. (ISBN 978-2-919603-14-5).
- Le Guide officiel de l'expo Videogame Story, VPCOM, 2014, 320 p. (ISBN 978-2-9548888-0-4).
- Takefumi Makino (trad. Florent Gorges), Gunpei Yokoi : Vie et philosophie du dieu des jouets Nintendo [« (ja) 横井軍平ゲーム館 »], Éditions Pix'n Love,‎ 13 août 2010, 196 p. (ISBN 978-2-918272-18-2).[88],[89],[90]

## H
- Carlos Gómez Gurpegui, H.P. Lovecraft et le jeu vidéo [« (es)El soñador de Providence: El legado literario de H. P. Lovecraft y su presencia en los videojuegos »], Ynnis Éditions, 17 mars 2021, 363 p. (ISBN 978-2-37697-104-7).[91],[92],[93],[94],[95]
- Yann François (préf. Sébastien Mitton), Half-Life : Le FPS libéré, Third Éditions, 8 septembre 2016, 224 p. (ISBN 979-10-94723-26-5).[96],[97]
- Loïc Ralet, Halo : Le Space opera selon Bungie, Third Éditions, 6 décembre 2018, 424 p. (ISBN 978-2-37784-070-0).[98]
- Benoît Reinier, The Heart of Dead Cells : A Visual Making-Of, Third Éditions, 10 janvier 2019, 200 p. (ISBN 978-2-377-84078-6).[99],[100]
- Bounthavy Suvilay, Héroïnes de jeux vidéo : Princesses sans détresse, Ynnis Éditions, mars 2021, 208 p. (ISBN 978-2-37697-203-7).[101],[102]
- Erwan Desbois, Hideo Kojima, aux frontières du jeu, Éditions Playlist Society, 6 septembre 2022, 160 p. (ISBN 979-10-96098-57-6).[103],[104]
- Florent Gorges, Michaël Guarné, Raphaël Pezet, Guillaume Verdin, Marc Pétronille, Christophe Delpierre et Benjamin Peray, L'Histoire de Capcom : 1983 - 1993 : Les Origines, Éditions Pix'n Love, 15 février 2018, 300 p. (ISBN 978-2-371-88033-7).[105]
- Régis Monterrin, L'Histoire de Donkey Kong, Éditions Pix'n Love, 22 juin 2018, 250 p. (ISBN 978-2-371-88059-7).[106]
- Romain Dasnoy et Nathanaël Bouton-Drouard (préf. Akira Ueda), L'Histoire de Final Fantasy VI : La Divine Épopée, Éditions Pix'n Love, 2017, 250 p. (ISBN 978-2-371-88031-3).[107]
- Alexandre Serel, L'Histoire de God of War, Éditions Pix'n Love, 2018, 200 p. (ISBN 978-2-371-88054-2).[108],[109]
- Oscar Lemaire, L'Histoire de la Dreamcast : La dernière console de Sega, Third Éditions, 10 janvier 2024, 222 p. (ISBN 978-2-377-84423-4).[110]
- William Audureau, L'Histoire de Mario : Volume 1, 1981 - 1991 : L’ascension d’une icône, entre mythes et réalité, Éditions Pix'n Love, 2011, 400 p. (ISBN 978-2-918272-26-7).[111]
- William Audureau, L'Histoire de Mario : Volume 2, 1990 - 1995 : La guerre des mascottes, Éditions Pix'n Love, 1er juillet 2016, 406 p. (ISBN 978-2-371-88020-7).[112]
- Christophe Mallet, L'Histoire de Metroid, Éditions Pix'n Love, 15 novembre 2016, 312 p. (ISBN 978-2-371-88034-4).[113]
- Florent Gorges, L'Histoire de Nintendo, Volume 1 : 1889 - 1980, Des cartes à jouer aux Game & Watch, Omaké Books, 15 novembre 2017, 276 p. (ISBN 978-2-919603-40-4).
- Florent Gorges, L'Histoire de Nintendo, Volume 2 : 1980 - 1991, L'Étonnante invention : les Game & Watch, Omaké Books, 11 janvier 2018, 228 p. (ISBN 978-2-919603-42-8).
- Florent Gorges, L'Histoire de Nintendo, Volume 3 : 1983 - 2016, Famicom / Nintendo Entertainment System, Omaké Books, 7 mars 2019, 228 p. (ISBN 978-2-919603-43-5).
- Florent Gorges, L'Histoire de Nintendo, Volume 4 : 1989 - 1999, L'Incroyable histoire de la Game Boy, Omaké Books, 7 mars 2019, 228 p. (ISBN 978-2-919603-66-4).
- Michaël Guarné (préf. Michel Ancel), L'Histoire de Rayman, Éditions Pix'n Love, 20 octobre 2014, 208 p. (ISBN 978-2-918272-91-5).[114]
- Ramón Méndez et Carlos Ramírez (préf. Cédric Biscay), L'Histoire de Shenmue [« (es) L'Odisea de Shenmue »], Éditions Pix'n Love, 20 décembre 2016, 240 p. (ISBN 978-2-371-88030-6, BNF 45203126).[115]
- Régis Monterrin, William Audureau, Douglas Alves, Benjamin Peray, Corentin Lamy, Marc Pétronille et Kévin Feuillois, L'Histoire de Sonic the Hedgehog, Éditions Pix'n Love, 14 mai 2012, 300 p. (ISBN 978-2-918272-33-5).[116]
- Alexandre Serel, L'Histoire de Tomb Raider : 1996-2008 : L'Odyssée de Lara Croft, Éditions Pix'n Love, 17 mars 2017, 486 p. (ISBN 978-2-371-88018-4).[117]
- Oscar Lemaire, L'Histoire de Zelda : Volume 1, 1986 - 2000 : Les Origines d'une saga légendaire, Éditions Pix'n Love, 13 juillet 2017, 350 p. (ISBN 978-2-371-88042-9).[118],[119]
- Frédéric Sanchez, L'Histoire des jeux vidéo en France (Vol. 1) : 40 ans de news rétro, Éditions RétroLand, octobre 2014, 290 p. (ISBN 978-2-9549-4780-8).
- Frédéric Sanchez et David Taddei, L'Histoire des jeux vidéo en France (Vol. 2) : Du micro au PC, Éditions RétroLand, mai 2017, 246 p. (ISBN 978-2-9549-4789-1).
- Raphaël Lucas, L'Histoire du Cyberpunk : Des origines littéraires aux dérivés vidéoludiques (Pix'n Love HS#2), Éditions Pix'n Love, 11 septembre 2020, 192 p. (ISBN 978-2-37188-081-8).
- Alexis Blanchet et Guillaume Montagnon (préf. Mathieu Triclot), Une Histoire du jeu vidéo en France : 1960-1991 : Des labos aux chambres d'ados, 2020, 448 p. (ISBN 978-2-371-88029-0).[120],[121],[122]
- Raphaël Lucas, L'Histoire du RPG : Passés, présents et futurs, Éditions Pix'n Love, juillet 2014, 328 p. (ISBN 978-2-918272-92-2).[123]
- Pedro Silva, Hommage à Pokémon : Les Origines de la saga [« (es) ¡Hazte con todos!: El fenómeno Pokémon: Origen y evolución »], Ynnis Éditions, 20 janvier 2021, 121 p. (ISBN 978-2-37697-106-1).[124]
- Mariela Gonzàlez (trad. Laurianne Placet), Hors du temps : Chrono Trigger - Chrono Cross [« (es) Más allá del Tiempo: Chrono Trigger - Chrono Cross »], Ynnis Éditions, 7 novembre 2018, 271 p. (ISBN 978-2-916768-17-5, BNF 45632816).[125]
- Capcom (trad. Gaëlle Ruel et Aude Boyer), How to Make Capcom Fighting Characters : Tout sur la conception des personnages de Street Fighter [« (ja) ストリートファイター キャラクターメイキング »], Kurokawa,‎ 12 mars 2020, 288 p. (ISBN 978-2-368-52997-3).[126]

## I
- Étienne Perény, Images interactives et jeu vidéo : De l'interface iconique à l'avatar numérique, Questions Théoriques, 15 avril 2013, 288 p. (ISBN 978-2-917131-25-1).
- Marine Macq, Imaginaires du jeu vidéo : Les Concept Artists français, Third Éditions et Éditions Cercle d'art, 18 novembre 2021, 384 p. (ISBN 978-2-377-84197-4).[127],[128]
- Vincent Oms, Raphaël Lucas et Bruno Rocca, L'Incroyable histoire de la saga Resident Evil, Omaké Books, avril 2018, 96 p. (ISBN 978-2-919603-52-7).
- Bounthavy Suvilay, Indie Games, Bragelonne, 14 mars 2018, 232 p. (ISBN 979-10-281-0957-8).[129],[130]
- Bounthavy Suvilay, Indie Games : Jeux vidéo indépendants, de l'artisanat au blockbuster, Bragelonne, 4 mai 2022, 248 p. (ISBN 979-10-281-1377-3).
- Julian Alvarez et Damien Djaouti, Introduction au Serious Game, Questions Théoriques, 2010, 228 p. (ISBN 978-2-917131-08-4, LCCN 2011373415, lire en ligne).

## J
- David Kushner (trad. Laurent Jardin), Jacked : L'Histoire officieuse de Grand Theft Auto [« (en)Jacked: The Outlaw Story of Grand Theft Auto »], Éditions Pix'n Love, 23 septembre 2013, 320 p. (ISBN 978-2-918272-67-0).[131],[132],[133],[134]
- Brian Ashcraft et Jean Snow, Japan Arcade Mania! : The Turbo-Charged World of Japan's Game Centers, Éditions Pix'n Love, juillet 2009, 192 p. (ISBN 978-2-918272-03-8).[135],[136]
- Geoffray Brunaux, Le jeu vidéo, un objet juridique identifié, Éditions Mare & Martin, 24 octobre 2019, 268 p. (ISBN 978-2-84934-439-2, BNF 45842929).[137]
- Cyrille Baron, Les Jeux d'aventure en pixels, Geeks-Line, 27 mars 2019, 384 p. (ISBN 979-10-93752-17-4).[138],[139],[140]
- Olivier Mauco, Jeux vidéo : hors de contrôle ? : Industrie, politique, morale, Questions Théoriques, 13 février 2014, 160 p. (ISBN 978-2-917131-34-3).
- Philippe Tomblaine, Jeux vidéo ! : Une histoire du 10e Art, Les Moutons électriques, 3 septembre 2015, 244 p. (ISBN 978-2-361-83211-7, OCLC 921127510).[N 1],[141],[142]
- Luca Taborelli (dir.), Les Jeux vidéo auxquels vous ne jouerez jamais [« (en) Video Games You Will Never Play »], Côté Gamers, 2019, 432 p. (ISBN 979-10-93947-14-3).
- Samuel Rufat (dir.) et Hovig Ter Minassian (dir.), Les Jeux vidéo comme objet de recherche, Questions Théoriques, 16 août 2012, 240 p. (ISBN 978-2-917131-06-0, LCCN 2011473324).
- Sébastien Pissavy, Jeuxvideo.com : Une odyssée interactive, Éditions Pix'n Love, 22 avril 2013, 240 p. (ISBN 978-2-918272-64-9).[143],[144],[145]
- Nicolas Nova et Laurent Bolli, Joypads ! : Le design des manettes, Les Moutons électriques, 17 janvier 2013, 224 p. (ISBN 978-2-361-83095-3, BNF 43528649).

## K
[Aucune entrée pour l'instant]

## L
- Nintendo, The Legend of Zelda: Encyclopedia [« (ja) ゼルダの伝説 ハイラル百科 »], Soleil Manga,‎ 6 novembre 2019, 328 p. (ISBN 978-2-302-07920-5).[146],[147]
- Eiji Aonuma, The Legend of Zelda: Hyrule Historia [« (ja) ハイラル・ヒストリア ゼルダの伝説 大全 »], Soleil Manga,‎ 1er novembre 2023, 274 p. (ISBN 978-2-302-03046-6).[148],[118]
- Rémi Lopez, La Légende Chrono Trigger : Création - Univers - Décryptage, Third Éditions, 4 octobre 2018, 175 p. (ISBN 978-2-377-84073-1, BNF 45649823).
- Daniel Andreyev, La Légende Dragon Quest : Création - Univers - Décryptage, Third Éditions, 6 décembre 2017, 224 p. (ISBN 979-10-94723-69-2, BNF 45477514).
- Collectif, La Légende Dreamcast, Éditions Pix'n Love, 6 janvier 2023, 416 p. (ISBN 978-2-371-88047-4).[149]
- Raphaël Lucas, La Légende Final Fantasy I, II & III : Création - Univers - Décryptage, Third Éditions, 30 novembre 2017, 224 p. (ISBN 979-10-94723-80-7, BNF 45477542).
- Jonathan Remoiville, La Légende Final Fantasy IV & V : Création - Univers - Décryptage, Third Éditions, 30 novembre 2017, 280 p. (ISBN 979-10-94723-82-1, BNF 45477533).
- Pierre Maugein, La Légende Final Fantasy VI : Création - Univers - Décryptage, Third Éditions, 15 octobre 2015, 200 p. (ISBN 979-10-94723-16-6, BNF 44502053).
- Nicolas Courcier et Mehdi El Kanafi, La Légende Final Fantasy VII : Création - Univers - Décryptage, Third Éditions, 18 février 2016, 256 p. (ISBN 979-10-94723-24-1, BNF 44501663).
- Rémi Lopez, La Légende Final Fantasy VIII : Création - Univers - Décryptage, Third Éditions, 2 mai 2016, 208 p. (ISBN 979-10-94723-32-6, BNF 45190511).
- Nicolas Courcier, Mehdi El Kanafi, Raphaël Lucas et Fabien Mellado (préf. Valérie Précigout), La Légende Final Fantasy IX : Création - Univers - Décryptage, Third Éditions, 16 juin 2016, 224 p. (ISBN 979-10-94723-36-4, BNF 45230335).
- Damien Mecheri (préf. Georges Grouard), La Légende Final Fantasy X : Création - univers - décryptage, Third Éditions, mars 2015, 224 p. (ISBN 979-10-94723-03-6).
- Rémi Lopez, La Légende Final Fantasy XII : Création - Univers - Décryptage, Third Éditions, 23 mai 2024, 280 p. (ISBN 978-2-377-84453-1).[150]
- Jérémie Kermarrec, La Légende Final Fantasy XV : Création - Univers - Décryptage, Third Éditions, 28 novembre 2019, 488 p. (ISBN 978-2-377-84111-0).[151]
- Georges Grouard, La Légende Kingdom Hearts : Tome 1 : Le Royaume du cœur - Création, Third Éditions, 12 juillet 2018, 416 p. (ISBN 978-2-377-84059-5, BNF 45572752).
- Georges Grouard, La Légende Kingdom Hearts : Tome 2 : De l'ombre à la lumière - Univers et décryptage, Third Éditions, 29 novembre 2018, 600 p. (ISBN 978-2-377-84072-4, BNF 45652257).
- Raphaël Lucas, Damien Mecheri, Rémi Lopez, Georges Grouard, Pierre Maugein, Fabrice Colin, Franck Extanasié et Pierre-Yves Franck, Level Up : Niveau 1, Third Éditions, 13 mai 2015, 192 p. (ISBN 979-10-94723-06-7).[152]
- Raphaël Lucas, Thomas Savary, Virginie Nebbia, Stéphane Bouley, Rémi Lopez, Damien Mecheri, Georges Grouard, Franck Extanasié, Damien Watier et Nicolas Turcev, Level Up : Niveau 2, 2015, 192 p. (ISBN 979-10-94723-18-0).[153]
- Ludovic Castro, Franck Extanasié, Georges Grouard, Rémi Lopez, Raphaël Lucas, Damien Mecheri, Virginie Nebbia, Thomas Savary, Nicolas Turcev et Marc Herbez, Level Up : Niveau 3, Third Éditions, avril 2016, 192 p. (ISBN 979-10-94723-30-2).[154]
- Raphaël Lucas, Fabrice Colin, Virginie Nebbia, Nicolas Domingue, Georges Grouard, Damien Mecheri, Nicolas Turcev, Franck Extanasié, Valérie Précigout, Stéphane Bouley et Mehdi El Kanafi, Level Up : Niveau 4, 2016, 192 p. (ISBN 979-10-94723-45-6).[155]
- Dylan Holmes (trad. Bruno Provezza, préf. Éric Viennot), Little Big Stories : Voyage au coeur de la narration [« (en) A Mind Forever Voyaging: A History of Storytelling in Video Games »], Éditions Pix'n Love, 20 avril 2015, 320 p. (ISBN 978-2-918272-68-7).
- Nicolas Courcier, Mehdi El Kanafi, Ludovic Castro, Michaël Guarné et Virginie Nebbia, Ludothèque : Les classiques du retrogaming, Third Éditions, 24 janvier 2019, 232 p. (ISBN 978-2-377-84083-0, BNF 45658686).

## M
- David Kushner (trad. Marguerite Baux), Les Maîtres du jeu vidéo [« (en) Masters of Doom: How Two Guys Created an Empire and Transformed Pop Culture »], L'École des loisirs, 23 avril 2010, 364 p. (ISBN 978-2-211-20019-6).[156]
- René Speranza (préf. Jean-Louis Le Breton), Manettes & Pixels : Histoire du jeu vidéo & Retrogaming, La Vallée Heureuse, 2015, 348 p. (ISBN 978-2-366-96028-0).[157]
- Mitsugu Kikai (trad. Florent Gorges), Mario Goodies Collection, Éditions Pix'n Love, 20 mai 2014, 256 p. (ISBN 978-2-918272-86-1).[158]
- Nicolas Domingue (préf. Jack Wall), Mass Effect : À la conquête des étoiles : Création - Univers - Décryptage, Third Éditions, 8 juin 2017, 320 p. (ISBN 979-10-94723-67-8).[159]
- Keith Stuart (préf. David Perry), Mega Drive : XXVème Anniversaire [« (en) SEGA Mega Drive/Genesis: Collected Works »], Geeks-Line, 17 avril 2015, 336 p. (ISBN 979-10-93752-03-7).[160],[122]
- Matt Leone (préf. Hironobu Sakaguchi), Les Mémoires de FFVII : Confessions des créateurs [« (en) 500 Years Later: An Oral History of Final Fantasy VII »], Third Éditions, 25 avril 2019, 240 p. (ISBN 978-2-377-84093-9).[161]
- Denis Brusseaux, Nicolas Courcier et Mehdi El Kanafi, Metal Gear Solid : Une œuvre culte de Hideo Kojima, Third Éditions, 11 décembre 2015, 264 p. (ISBN 979-10-94723-22-7).[162]
- Daniel Ichbiah et Sébastien Mirc, Michel Ancel : Biographie d'un créateur de jeux vidéo français, Éditions Pix'n Love, 28 octobre 2010, 196 p. (ISBN 978-2-918272-16-8).[163]
- Fanny Rebillard, La Musique dans Zelda : Les clefs d’une épopée hylienne, Third Éditions, 2021, 248 p. (ISBN 978-2-377-84174-5).[164]
- Nicolas Deneschau, Les Mystères de Monkey Island : A l'abordage des pirates, Third Éditions, 20 juin 2019, 200 p. (ISBN 978-2-377-84090-8).[165]

## N
- Jérémie Kermarrec et Denys Fontanarosa, Nobuo Uematsu : Smile Please, Biographie officielle, Éditions Pix'n Love, 21 août 2020, 440 p. (ISBN 978-2-371-88061-0).[166]

- Marc Lacombe et Philippe Kieffer, Nos jeux vidéo 70-90, Hors collection, 2011, 143 p. (ISBN 978-2-258-09065-1).

- Marc Lacombe, Nos jeux vidéo 90-2000, Hors collection, 2014, 142 p. (ISBN 978-2-258-11049-6).

- Florent Gorges (préf. Alain Huyghues-Lacour), Nos Meilleurs Souvenirs de jeux vidéo 8/16-bits, Omaké Books, 20 juin 2013, 144 p. (ISBN 978-2-919603-04-6).

## O
- Damien Mecheri, L’Œuvre de Fumito Ueda : Une Autre Idée du jeu vidéo, Third Éditions, 11 mai 2017, 224 p. (ISBN 979-10-94723-65-4).[167],[168],[169],[170],[171]
- Nicolas Turcev (préf. Yoko Taro), L’Œuvre étrange de Taro Yoko : De Drakengard à NieR : Automata, Third Éditions, 29 avril 2021, 240 p. (ISBN 978-2-377-84190-5).[172],[173],[174],[175],[176]
- Raphaël Lucas, L'Œuvre de Peter Molyneux : Les Trois (Vis)ages d'un créateur, Third Éditions, 25 juin 2020, 218 p. (ISBN 978-2-377-84134-9).[177]
- Rémi Lopez, OST - Original Sound Track : 100 albums indispensables de jeux vidéo, Toulouse, Éditions Pix'n Love, 2014, 229 p. (ISBN 978-2-918272-85-4, BNF 44287937).[178]

## P
- Arjan Terpstra et Tim Lapetino, Pac-Man : Naissance d'une icône [« (en)PAC-MAN: Birth of an Icon »], Omaké Books, 7 octobre 2021, 344 p. (ISBN 978-2-37989-115-1).
- Franck Extanasié (préf. Corentin Lamy), Les Parchemins de Tamriel : Skyrim : Création, univers, décryptage, Third Éditions, 16 mars 2017, 200 p. (ISBN 979-10-94723-42-5, BNF 45480325).[179],[180]
- Rémi Lopez et Clémence Postis (préf. Erwan Cario), Persona : Derrière le masque (Volume 1) : Création - univers - décryptage, Third Éditions, 6 avril 2017, 544 p. (ISBN 979-10-94723-52-4).[181]
- Rémi Lopez, Persona : Derrière le masque (Volume 2) : Création - univers - décryptage, Third Éditions, 25 janvier 2018, 176 p. (ISBN 979-10-94723-85-2).[182],[183]
- Mathieu Lanz (alias Monsieur Plouf), Le Petit Lexique (pas toujours) amoureux du jeu vidéo, Omaké Books, 24 septembre 2020, 144 p. (ISBN 978-2-379-89028-4).
- Yann Le Bihan, Le Petit Livre des jeux vidéo : Tout ce qu'il faut savoir des années 1950 à l'aube du XXIe siècle, Marabout, 16 septembre 2015, 256 p. (ISBN 978-2-501-09703-1).[184]
- Mathieu Triclot, Philosophie des jeux vidéo, La Découverte, 16 novembre 2017, 300 p. (ISBN 978-2-7071-9767-2).
- Alexis Blanchet, Des Pixels à Hollywood : Cinéma et jeu vidéo, une histoire économique et culturelle, Éditions Pix'n Love, 1er avril 2010, 450 p. (ISBN 978-2-918272-11-3, BNF 42210406).[185],[130]
- Régis Monterrin, Les Plus Grands Héros de jeux vidéo, Omaké Books, 18 octobre 2018, 144 p. (ISBN 978-2-919603-61-9).
- William Audureau, Pong et la mondialisation : L'Histoire économique des consoles de 1976 à 1980, Éditions Pix'n Love, 25 juillet 2014, 176 p. (ISBN 978-2-918272-78-6).[186],[187]
- Eva Cid (trad. Laurianne Placet), Portal : Science, [patate] et jeu vidéo [« (es) Portal o la ciencia del videojuego »], Ynnis Éditions, 2018, 276 p. (ISBN 978-2-9562440-0-4).[188]
- Damien Djaouti, Préhistoire du jeu video, Éditions Pix'n Love, 28 août 2019, 128 p. (ISBN 978-2-371-88069-6).
- Jason Schreier, Press Reset : Désastres et reconstructions dans l'industrie du jeu vidéo [« (en)Press Reset: Ruin and Recovery in the Video Game Industry »], Mana Books, 3 mars 2022, 416 p. (ISBN 979-10-355-0304-8).
- Yves Breem et Boris Krywicki, Presse Start : 40 ans de magazines de jeux vidéo en France, Omaké Books, 15 octobre 2020, 404 p. (ISBN 978-2-379-89043-7).[189],[190],[191],[192],[193],[65]
- François Houste, Push Start : 30 ans de jeux vidéo, Éditions Alternatives, 23 novembre 2006, 144 p. (ISBN 978-2-86227-491-1).

## Q
- Serge Tisseron, Qui a peur des jeux vidéo ?, Éditions Albin Michel, 1er octobre 2008, 176 p. (ISBN 978-2-226-18741-3).

## R
- Mehdi Derfoufi, Racisme et jeu vidéo, Éditions de la maison des sciences de l'homme, 6 mai 2021, 240 p. (ISBN 2-7351-2440-1).[194],[195],[196],[197]
- Ralph Baer (trad. William Audureau), Ralph Baer : Mémoires du père des jeux vidéo [« (en) Videogames: In The Beginning »], Éditions Pix'n Love, 31 août 2012, 332 p. (ISBN 978-2-918272-44-1).
- Alex Aniel, Resident Evil : De l’autre côté du mouroir [« (en) Itchy, Tasty: An Unofficial History of Resident Evil »], Éditions Pix'n Love, 2 juin 2021, 224 p. (ISBN 978-2-371-88117-4).[198],[199],[200]
- Nicolas Courcier, Mehdi El Kanafi et Bruno Provezza (préf. Jaume Balagueró), Resident Evil : Des zombies et des hommes, Third Éditions, 2 avril 2015, 224 p. (ISBN 979-10-94723-00-5).[201],[202]
- Patrick Hellio, Resident Evil : Des zombies et des hommes, Volume 2 : De Resident Evil: Revelations 2 à Resident Evil Village, Third Éditions, 13 octobre 2022, 344 p. (ISBN 978-2-377-84223-0).[203]
- Antoine Pascal, Rétrogaming : Consoles et jeux vidéos de notre enfance, Edilarge, 10 novembre 2015, 120 p. (ISBN 978-2-7373-6849-3).[204]
- Mike Diver (trad. Michèle Zachayus), Rétro Gaming : Une histoire des jeux vidéo [« (en) Retro Gaming: A Byte-sized History of Video Games »], La Martinière Groupe, 8 octobre 2020 (ISBN 978-2-7324-9448-7).[205]
- Ken Horowitz, La Révolution arcade de Sega : De 1945 à nos jours [« (en) The Sega Arcade Revolution: A History in 62 Games »], Third Éditions, 30 janvier 2020, 280 p. (ISBN 978-2-377-84129-5).[133]
- Nicolò Mulas Marcello et Alberto Bertolazzi, La Révolution du gaming : L'Histoire des jeux vidéo de 1958 à nos jours, NuiNui, 3 novembre 2022, 224 p. (ISBN 978-2-88975-507-3).
- Reiji Asakura (trad. Olivier Braillon), La Révolution PlayStation : Ken Kutaragi [« (en) Revolutionaries at Sony: The Making of the Sony PlayStation and the Visionaries who Conquered the World of Video Games »], Éditions Pix'n Love, 15 décembre 2012, 224 p. (ISBN 978-2-918272-38-0).
- Ryôji Akagawa (trad. Florent Gorges et Fabien Nabhan), La Révolution PlayStation : Les Hommes de l'ombre [« (ja) 証言。『革命』はこうして始まった プレイステーション革命とゲームの革命児たち »], Éditions Pix'n Love,‎ 15 décembre 2012, 176 p. (ISBN 978-2-918272-36-6).

## S
- Daniel Ichbiah, La Saga des jeux vidéo, Éditions Pix'n Love, 2017, 610 p. (ISBN 978-2-371-88004-7).[206]
- Erwan Lafleuriel, La Saga Fallout : Histoire d'une mutation : Création - univers - décryptage, Toulouse, Third Éditions, septembre 2017, 192 p. (ISBN 979-10-94723-47-0).[207]
- Mathieu Lallart, La Saga GTA : Transgressions et visions de l’Amérique, Third Éditions, 9 juillet 2020, 216 p. (ISBN 978-2-377-84139-4).[208],[209]
- Raphaël Lucas, La Saga Legacy of Kain : Entre deux mondes, Third Éditions, 21 février 2019, 232 p. (ISBN 978-2-377-84084-7).[210],[211]
- Romain Dasnoy, La Saga Red Dead : Vengeance, honneur et rédemption, Third Éditions, 9 juillet 2020, 320 p. (ISBN 978-2-377-84142-4).[212]
- Victor Moisan, La Saga Yakuza : Jeu vidéo japonais au présent, Third Éditions, 17 septembre 2020, 328 p. (ISBN 978-2-377-84137-0).[213]
- Ludovic Castro, Sekiro : La Seconde Vie des Souls, Third Éditions, 5 mars 2020, 272 p. (ISBN 978-2-377-84118-9).[214],[215]
- Luis García Navarro (trad. Montserrat Pacheco), Sensei : Entretiens avec les maîtres du jeu vidéo japonais [« (es) Sensei: Diálogos con maestros del videojuego japonés »], Ynnis Éditions, 10 octobre 2018, 280 p. (ISBN 979-10-93376-84-4).
- Bernard Perron (trad. Claire Reach), Silent Hill : Le Moteur de la terreur [« (en) Silent Hill: The Terror Engine »], Questions Théoriques, 2 février 2016, 160 p. (ISBN 978-2-917131-39-8).
- Arjan Terpstra, Maarten Brands, Ruben Brands et Bart Heideman, Sonic the Hedgehog [« (en) Sonic the Hedgehog: 1991-2016 »], Mana Books, 5 décembre 2019, 280 p. (ISBN 979-10-355-0128-0).[216],[217],[218],[133]
- Florent Gorges, Space Invaders : Comment Tomohiro Nishikado a donné naissance au jeu vidéo japonais !, 2017, 192 p. (ISBN 978-2-919603-31-2).[219],[220],[221]
- Erwan Cario, Start ! La Grande Histoire des jeux video, La Martinière Groupe, 21 janvier 2016, 248 p. (ISBN 978-2-7324-7443-4).[222]
- Florent Gorges et Mehdi Debbabi-Zourgani, Suda51 : Le Punk du jeu vidéo japonais, Éditions Pix'n Love, 18 avril 2017, 336 p. (ISBN 978-2-371-88016-0).[223],[224],[225]
- Sankichi Hinodeya, Super Mario Encyclopedia : Les 30 premières années, 1985-2015 - Guide officiel Nintendo [« (ja) Super Mario Bros. Encyclopedia: The Official Guide to the First 30 Years - 1985-2015 (スーパーマリオブラザーズ百科: 任天堂公式ガイドブック) »], Soleil Productions,‎ 4 juillet 2018, 256 p. (ISBN 978-2-302-07004-2).[226]
- William Audureau, Sur les traces de Miyamoto : 1952 - 1986 : De Sonobe à Hyrule, Éditions Pix'n Love, 2 juillet 2014, 356 p. (ISBN 978-2-371-88008-5).[227]
- Aurélien Simon, Symphonie pour pixels : Une histoire de la musique de jeu vidéo, Châtillon, Omaké Books, 2020, 223 p. (ISBN 978-2-379-89016-1, OCLC 1159680674, BNF 46552660).[228],[229],[230]
- Aurélien Thévenot, Le Système solaire de SEGA : Vers la Saturn et au-delà, Third Éditions, 17 septembre 2020, 248 p. (ISBN 978-2-377-84151-6).[213]

## T
- Takahashi Meijin (trad. Florent Gorges), Takahashi Meijin : Biographie d'une idole du jeu vidéo au Japon [« (ja)公式16連射ブック 高橋名人のゲームは1日1時間s »], Éditions Pix'n Love,‎ 4 juin 2010, 164 p. (ISBN 978-2-918272-13-7).[156]
- Mariela Gonzàles et Daniel Matas, Team Ico : La Quête onirique [« (es)De sombras y bestias: La travesía de Team Ico »], Ynnis Éditions, 12 juin 2019, 304 p. (ISBN 978-2-376-97050-7).
- McKenzie Wark (trad. Noé Le Blanc), Théorie du gamer [« (en)Gamer Theory »], Les Prairies ordinaires, 18 janvier 2019, 216 p. (ISBN 978-2-354-80185-4).[231]
- Studio MDHR, Tout l'art de Cuphead, Éditions Pix'n Love, 12 juin 2020, 264 p. (ISBN 978-2-371-88075-7).[65]
- Meagan Marie, Tout l'univers de Tomb Raider : Explorer le passé, préparer l'avenir, Hors collection, octobre 2017, 360 p..[232],[233],[117],[234],[235],[236],[237],[238],[239]
- Julien Chièze, Tu le crois ça ? : AHL se raconte à Julien Chièze, Éditions Pix'n Love, 29 juin 2013, 208 p. (ISBN 978-2-918272-65-6).[240]

## U
- Patrick Hellio, Ubisoft : 30 ans de création depuis 1986, Montreuil, Les Deux Royaumes, 10 novembre 2016, 224 p. (ISBN 978-2-918771-43-2).[241],[242],[243]
- Bruno Provezza et Nicolas Deneschau, Uncharted : Journal d'un explorateur, février 2018, 240 p. (ISBN 979-10-94723-87-6).[244],[245],[246],[247]
- Alain Le Diberder et Frédéric Le Diberder, L'Univers des jeux vidéo, La Découverte, 5 mars 1998, 228 p. (ISBN 978-2-7071-2786-0).[N 2],[248],[249],[250],[251]

## V
- Damien Mecheri, VGM - Video Game Music : Histoire de la musique de jeu vidéo, Toulouse, Éditions Pix'n Love, 2014, 293 p. (ISBN 978-2-918272-80-9, BNF 43835890).[178]
- Gaël Berton (préf. Florent Gorges), Voyagez au Japon : Du pixel au réel, Toulouse, Third Éditions, 2020, 208 p. (ISBN 978-2-377-84147-9).[252],[253],[31],[254]

## W
[Aucune entrée pour l'instant]

## X
[Aucune entrée pour l'instant]

## Y
- Florent Gorges, Yoshihisa Kishimoto: Enter The Double Dragon, Éditions Pix'n Love, 5 juillet 2012, 192 p. (ISBN 978-2-918272-42-7).[255]
- Florent Gorges, Yoshitaka Amano, La biographie officielle : Au-delà de la fantasy, Éditions Pix'n Love, 2 juillet 2015, 320 p. (ISBN 978-2-918272-98-4).[256]
- Benjamin Berget (préf. Marc Lacombe), Yū Suzuki, Le Maître de Sega : De l'arcade à Shenmue, Geeks-Line, 25 septembre 2015, 528 p. (ISBN 979-10-93752-06-8).[257],[258],[259],[260]

## Z
- Salvador Fernàndez Ros (trad. David Valmary), Zelda, l'aventure sans fin [« (es)Zelda: Detrás de la Leyenda »], Ynnis Éditions, 13 février 2019, 320 p. (ISBN 978-2-37697-033-0).[261]
- Nicolas Courcier et Mehdi El Kanafi, Zelda : Chronique d'une saga légendaire (Volume 1), Console Syndrome, 2011, 208 p. (ISBN 978-2-919719-02-0).[118]
- Valérie Précigout, Zelda : Chronique d'une saga légendaire, Volume 2 : Breath of the Wild, Third Éditions, 2017, 184 p. (ISBN 979-10-94723-78-4).[118]
- Thomas Domingues, Zelda : Hyrule Autrement, Geeks-Line, 7 juillet 2020, 224 p. (ISBN 978-2-380-17008-5).[262]
- Victor Moisan, Zelda : Le Jardin et le Monde, Façonnage Éditions, 3 décembre 2021, 248 p. (ISBN 978-2-36481-062-4).[263],[264]
- Luke Cuddy (dir.), Zelda et la Philosophie [« (en)The Legend of Zelda and Philosophy: I Link Therefore I Am »], Omaké Books, 30 août 2018, 300 p. (ISBN 978-2-919603-56-5).[265],[266]

- Haut – A
- B
- C
- D
- E
- F
- G
- H
- I
- J
- K
- L
- M
- N
- O
- P
- Q
- R
- S
- T
- U
- V
- W
- X
- Y
- Z